# نستور آلمانزا
نستور آلمانزا (به انگلیسی: Néstor Almanza،  زادهٔ ۲۸ ژوئیهٔ ۲۰۰۲) یک کشتی‌گیر فرنگی‌کار اهل کشور شیلی است. وی سابقه حضور در المپیک ۲۰۲۴ پاریس را دارد. 